# 西岸駅
西岸駅（にしぎしえき）は、石川県七尾市中島町外にある、のと鉄道七尾線の駅である。
愛称は「小牧風駅」（おまきかぜのえき）。丘陵「小牧台」に由来する。

## 概要
能登半島中部、七尾市北部に位置する駅。国道249号と並行し、西側には田園地帯、東側には七尾北湾と「小牧台」という小高い丘陵を望む。

## 歴史
- 1932年（昭和7年）8月27日：鉄道省（国鉄）七尾線の能登中島駅 - 穴水駅間延伸と同時に開業[1][4]。旅客および貨物の取扱を開始[5]。
- 1960年（昭和35年）4月1日：貨物の取扱を廃止[6]。
- 1972年（昭和47年）3月15日：荷物扱い廃止[7]。無人駅化[6][8]。
- 1987年（昭和62年）4月1日：国鉄分割民営化により、西日本旅客鉄道（JR西日本）の駅となる[4]。
- 1991年（平成3年）9月1日：七尾線の和倉温泉駅 - 輪島駅間がのと鉄道に転換され[4]、同社の駅となる[6]。

## 駅構造
相対式ホーム2面2線で交換設備を有する地上駅。上りホーム側に駅舎がある。跨線橋はなく、駅舎と反対側のホームとの行き来には、七尾寄りの構内踏切を渡る。
終日無人駅であり、窓口の跡は完全に塞がれている。また、自動券売機は設置されていない。
トイレは駅舎隣の穴水方に独立した建物が存在したが、令和6年能登半島地震で損傷したために2024年に駅舎内に新設された。

### のりば
| ホーム         | 路線    | 方向 | 行先           |
| -------------- | ------- | ---- | -------------- |
| 駅舎側（東側） | ■七尾線 | 上り | 七尾・金沢方面 |
| 反対側（西側） | ■七尾線 | 下り | 穴水行き       |

※ 案内上ののりば番号は設定されていない。

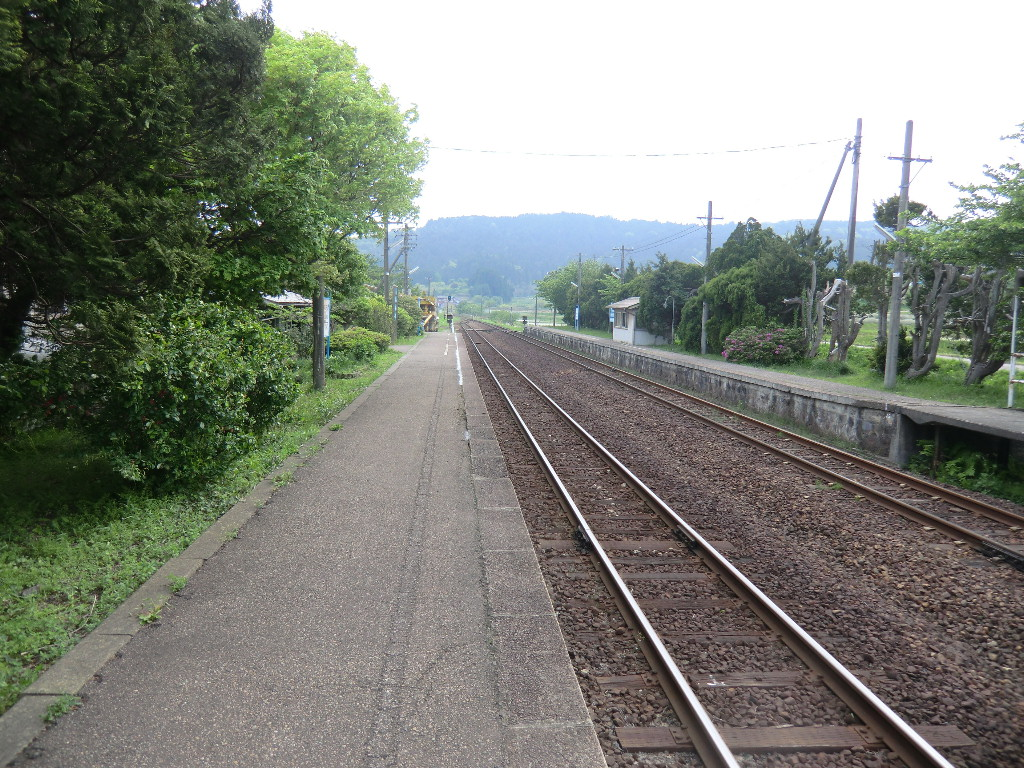
ホーム（2011年5月）
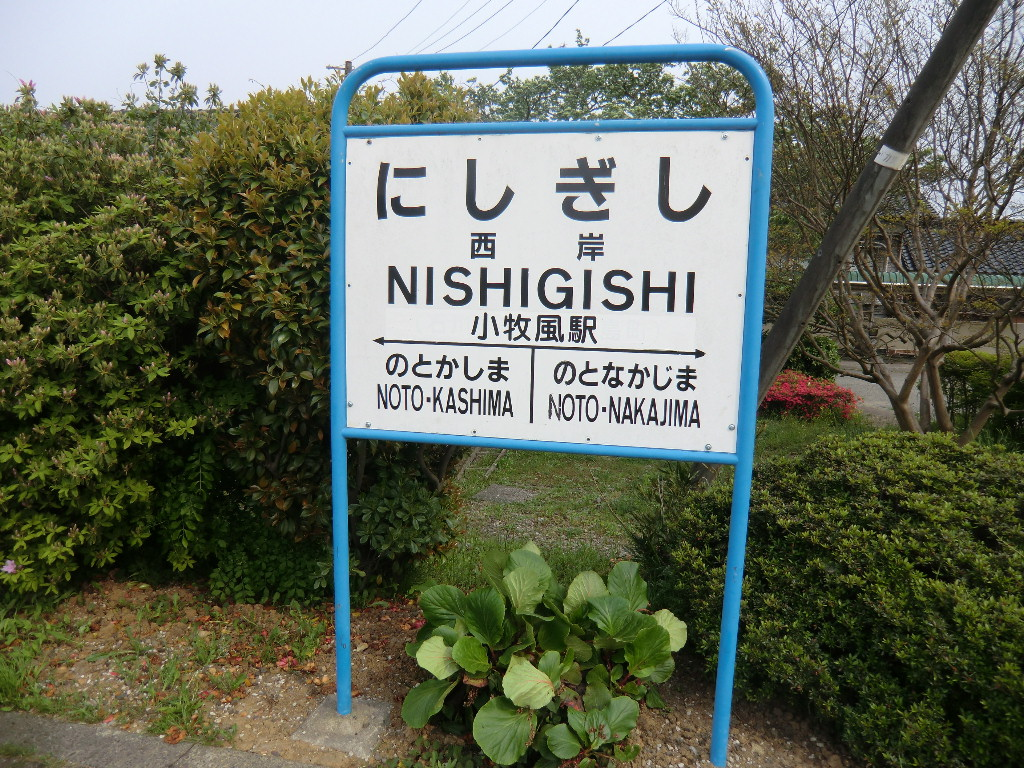
駅名標（2011年5月）

## 駅周辺
駅前駐車場・駐輪場が設置されており、無料で使用できる。東側沿岸にはマリーナが整備されており、駅近隣には飲食店や貸別荘、入浴・宿泊施設も営業している。
- 七尾警察署西岸駐在所
- 西岸郵便局
- 明治の館（室木家宅）
- 国民宿舎能登小牧台
- なかじま猿田彦温泉いやしの湯
- 国道249号

## バス路線
駅前に七尾市コミュニティバス（中島げんきバス）の「西岸駅」バス停が設置されている。
- 西岸方面（横見集会所行き）
- 西岸方面（すこやか行き）
- 西岸方面（朝便 能登中島駅行き）

## 隣の駅
のと鉄道
■七尾線
能登中島駅 - 西岸駅 - 能登鹿島駅

## その他
アニメモデル

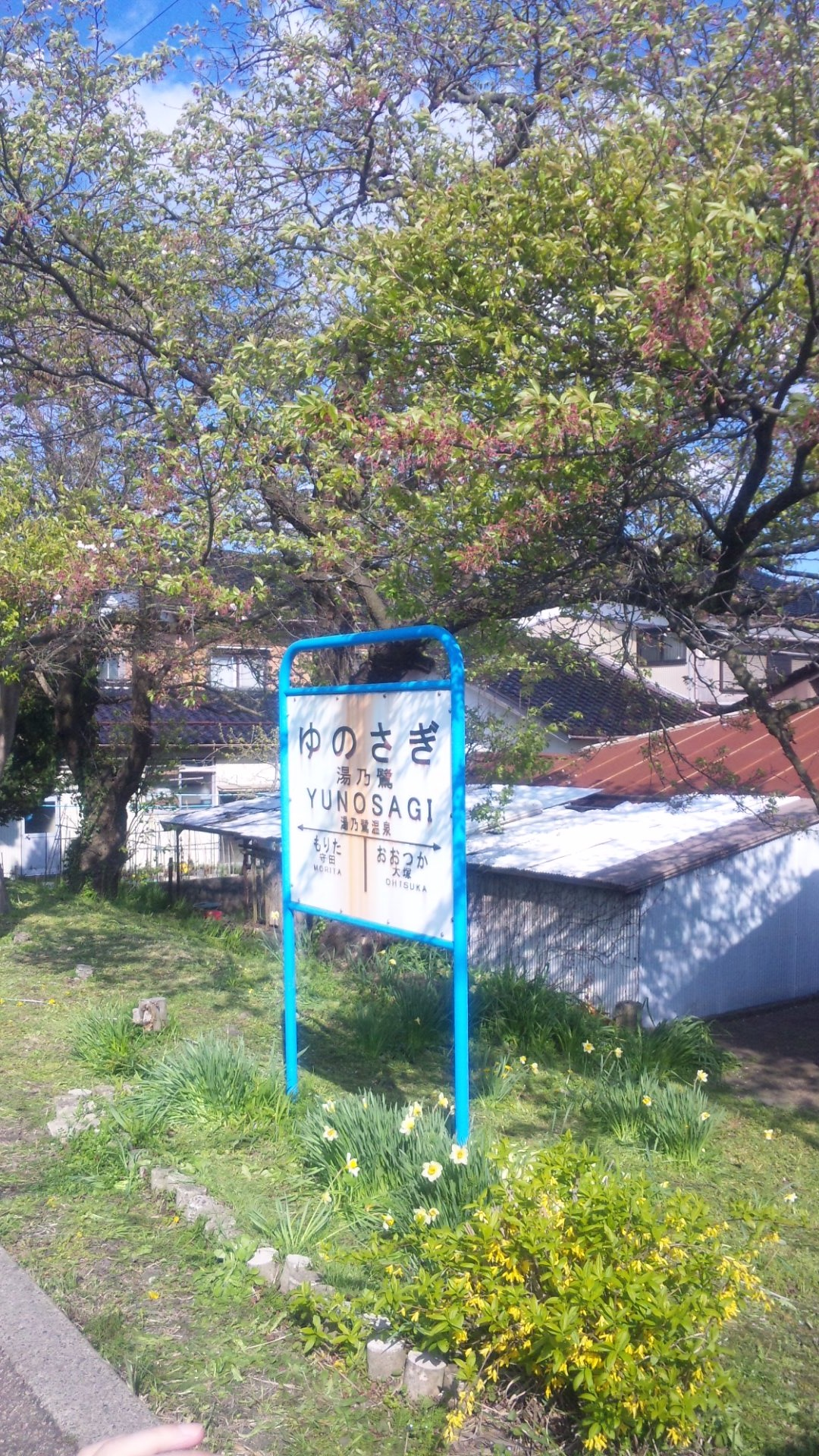
七尾方面ホームに設置された「湯乃鷺駅」の駅名標。『花咲くいろは』のモデルになったことを記念して設置されたもの。

当駅は、テレビアニメ『花咲くいろは』に登場する「湯乃鷺駅」（ゆのさぎえき）のモデルとなっている。2011年4月29日に七尾方面行きホーム穴水寄りの駅名標を湯乃鷺駅のものにするイベントがのと鉄道とP.A.WORKS共催で実施された。アニメ放送終了後も半年間は掲示予定としていたが、それ以降も色あせた場合は交換をしながら掲示は継続されており、対向する穴水方面行きホームの穴水寄り駅名標にも同じものが取り付けられた。なお、湯涌温泉（石川県金沢市）で開催される「湯涌ぼんぼり祭り」開催日前後は、駅舎の看板含めすべての駅名標が「湯乃鷺」仕様に交換される。
駅舎内には、駅を訪れたファンによる寄贈品や駅ノートを兼ねた聖地巡礼ノートが設置されており、『花咲くいろは』関連のポスター類が貼られている。
PVロケ地
同アニメの第13話からの主題歌にもなっているnano.RIPEのシングル「面影ワープ」のPVにも当駅が登場する。